# Вовконіг високий
Вовконіг високий (Lycopus exaltatus) — багаторічна трав'яниста губоцвітих рослина родини глухокропивові (Lamiaceae).

## Опис
Стебло борозенчасте, прямостояче, просте або розгалужене, 30—120 см заввишки. Листки короткочерешкові, яйцеподібно-ланцетні або ланцетні, по краю великозубчасті; нижні та серединні — біля основи розсічені. Квітки зигоморфні, зібрані у несправжні кільця, що розміщені в пазухах серединних і верхніх листків; віночок дзвоникоподібний, 4-лопатевий, білий, з червоними плямами. Плід — горішок. Цвіте у липні — вересні.

## Поширення
Поширений у Європі, на Кавказі, у центральній Азії. Хоча в Центральній Європі вовконіг високий знаходиться на межі вимирання, а в деяких регіонах — навіть зник, він нерідко зустрічається в Східній Європі. Росте по всій території України на болотах, заплавних луках, по берегах водойм, у вільшняках.